# Colin Walker
Colin Walker (nascido em 8 de julho de 1949) é um violoncelista britãnico que tocou na banda Electric Light Orchestra.
1. ↑  Lesterpublished, Paul (1 de abril de 2016). «Electric Light Orchestra: Where Are The Former Members Now?». loudersound (em inglês). Consultado em 28 de setembro de 2022
2. ↑  «Colin Walker». www.face-the-music.de. Consultado em 28 de setembro de 2022